# Hymiskviða
Hymiskviða (Poema de Hymir; Hymiskvitha, Hymiskvidha ou Hymiskvida) é um dos poemas da Edda em verso. Composta por 39 estrofes, foi preservado em dois manuscritos: o Codex Regius e AM 748|4to. O seu conteúdo é algo confuso, contendo fragmentos de vários mitos. Conta a expedição de Thor e Tyr até ao gigante Hymir. Há, também, um relato em que Thor quase captura a Jörmungandr.